# San Nicolò Gerrei
San Nicolò Gerrei (sardinski: Paùli Gerrèi, Pàùli Xrexèi) je grad i općina (comune) u pokrajini Južnoj Sardiniji u regiji Sardiniji, Italija. Nalazi se na nadmorskoj visini od 365 metara i ima 774 stanovnika.
 Prostire se na 63,52 km². Gustoća naseljenosti je 12 st/km².
Susjedne općine su: Armungia, Ballao, Dolianova i San Basilio.